# ایوان مدله
ایوان مدله (کرواتی: Ivan Medle; ۱۰ فوریهٔ ۱۹۳۲ – ۴ فوریهٔ ۲۰۰۳) بازیکن فوتبال اهل کرواسی بود.
از باشگاه‌هایی که در آن بازی کرده‌است می‌توان به باشگاه فوتبال لوکوموتیو زاگرب، باشگاه فوتبال اشتورم گراتس، و باشگاه فوتبال رییکا اشاره کرد.
وی همچنین در تیم ملی فوتبال کرواسی بازی کرده‌است.